# Filip Ingebrigtsen
Filip Ingebrigtsen (* 20. dubna 1993, Sandnes) je norský atlet, mistr Evropy v běhu na 1500 metrů z roku 2016.

## Kariéra
Na juniorském mistrovství světa v roce 2012 skončil v běhu na 1500 metrů desátý. Při svém prvním mezinárodním startu mezi dospělými na evropském šampionátu v Curychu v roce 2014 v této disciplíně nepostoupil do finále. zatím největším úspěchem se pro něj stal titul mistra Evropy v běhu na 1500 metrů v roce 2016.
Je prostředním ze tří bratrů, kteří se věnují středním tratím. Jeho starší bratr Henrik se stal mistrem Evropy v běhu na 1500 metrů v roce 2012. Filipa, Henrika i nejmladšího bratra Jakoba trénuje jejich otec Gjert Ingebrigtsen.